# Socialistiska republiken Tjeckoslovakien
Socialistiska republiken Tjeckoslovakien, alternativt Tjeckoslovakiska socialistiska republiken (tjeckiska och slovakiska: Československá socialistická republika, förkortat ČSSR), var det officiella namnet på Tjeckoslovakien under en stor del av landets period som sovjetisk satellitstat i östblocket, närmare bestämt från 1960 till april 1990 (dvs. några månader efter Sammetsrevolutionen).. Landet var medlem i Warszawapakten och Comecon.

## Historia

### Tjeckoslovakiska republiken (1948-1960)

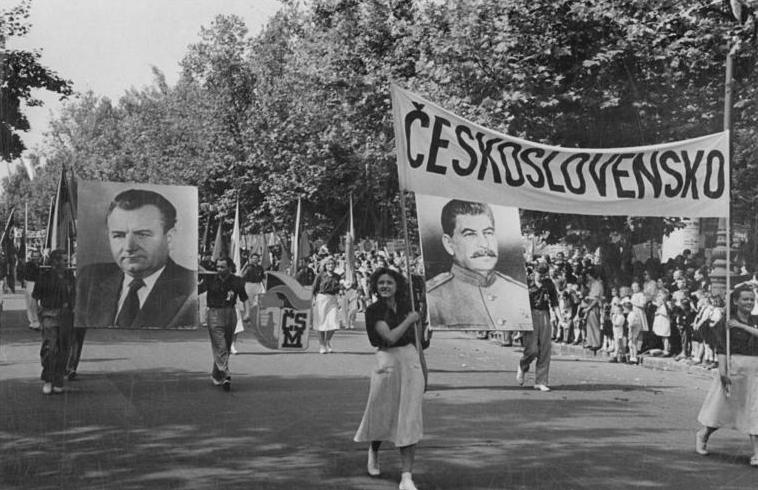
Porträtt av Klement Gottwald, till höger ett av Stalin under firandet av Internationella barndagen 1949 i Budapest i Ungern

I Pragkuppen den 21-25 februari 1948 tog det tjeckoslovakiska kommunistpartiet makten med stöd av Sovjetunionen. En ny konstitution antogs den 9 maj 1948 enligt vilken landet i praktiken blev en Marxist-leninistisk enpartistat under kommunistpartiets kontroll även om flera andra politiska partier formellt fortfarande var tillåtna. Landet deklarerades enligt konstitutionen vara en folkrepublik men det traditionella namnet Československá republika (Tjeckoslovakiska republiken) ändrades först den 11 juli 1960. 

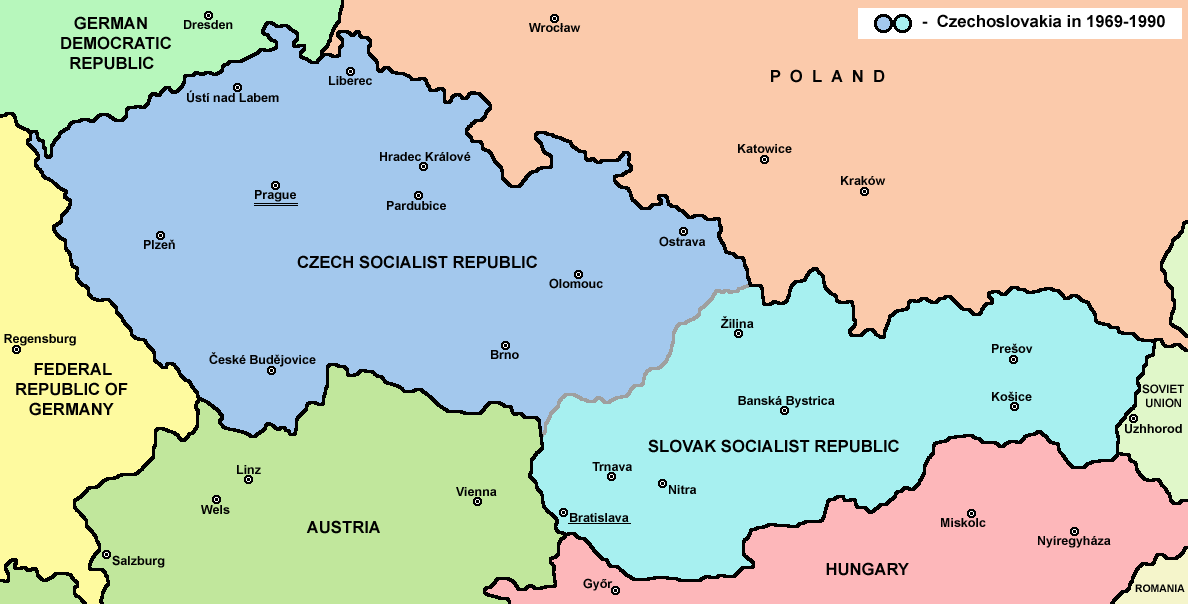
Karta över Tjeckoslovakien

Landets förste kommunistiske ledare blev Klement Gottwald, som varit en av huvudaktörerna i Pragkuppen. Gottwald försökte inledningsvis föra en relativt självständig politik gentemot Sovjetunionen men tvingades rätta sig i ledet ganska omgående efter påtryckningar från Stalin och tvingades snart införa en rad reformer efter sovjetisk förebild i form av kollektivisering av jordbruk och nationalisering av industrin. Ett omfattande motstånd förekom dock mot de nya reformerna, även inom kommunistpartiet. Till följd av detta inledde Gottwald en serie utrensningar i det tjeckoslovakiska samhället. Inledningsvis drabbade utredningarna främst icke-kommunister men kom snart även att drabba medlemmar i kommunistpartiet som opponerat sig mot reformerna. I en serie skenrättegångar dömdes ett stort antal människor till döden alternativt hårda fängelsestraff för brott som kontrarevolutionära aktiviteter eller för borgerlig nationalism . Bland de dömda fanns kommunistpartiets egen generalsekreterare Rudolf Slánský och landets senare ledare Gustáv Husák. Slánský dömdes till döden och avrättades 1952 medan Husák dömdes till politisk rehabilitering och skulle återkomma inom partiet under 1960-talet. 
Gottwald avled den 14 mars 1953, 9 dagar efter Stalin, och efterträddes som president av Antonín Zápotocký. Ny generalsekreterare i kommunistpartiet och vice ministerpresident blev Antonín Novotný. De följande åren präglades landets styre av en maktkamp mellan den hårdföre stalinisten Novotný, som ville behålla och stärka kommunistpartiets grepp om makten och som förespråkade en fortsatt hård linje mot alla dissidenter, och den mer liberale och reformvänlige Zápotocký som ville liberalisera flera aspekter av både styret och det tjeckoslovakiska samhället. Under de första åren hade Novotný det politiska övertaget eftersom hans linje stöddes av Sovjetunionen, men när den nye sovjetiske ledaren Nikita Chrusjtjov officiellt tog avstånd från Stalins styre i ett tal på det sovjetiska kommunistpartiets kongress i februari 1956 började Novotnýs maktställning inom kommunistpartiet successivt att försvagas. Zápotocký avled i november 1957 varpå Novotný efterträdde honom som president, han höll ett hårt grepp om makten och började snart efter att ha tillträtt som president driva på för en ökad politisk makt åt partiet. Den 11 juli 1960 genomdrev han en ny konstitution som ersatte den från 1948, i vilken andra politiska partier hade tillåtits fortsätta verka. Den nya konstitutionen, som enligt propagandan utgjorde "en symbol för den slutliga socialistiska segern i landet", gjorde kommunistpartiet till det enda tillåtna. Flera andra statliga symboler ändrades också i samband med att den nya konstitutionen antogs, bland annat statsvapnet. I den nya konstitutionen ändrades också landets officiella namn till Socialistiska republiken Tjeckoslovakien.

### Långsam avstalinisering (1960-1968)
Novotný försökte fortsatt driva en hård stalinistisk linje men han tvingades istället genomföra flera liberaliseringar efter påtryckningar av Chrusjtjov som en del i den avstaliniseringsprocess som han inledde i hela östblocket under andra halvan av 1950-talet. Som resultat av detta tappade Novotný och hans politiska allierade allt mer av sitt inflytande inom partiet under början av 1960-talet. Vid det här laget hade även ekonomin börjat stagnera men Novotný vägrade ihärdigt att ändra de stalinistiska sättet att styra ekonomin och införa nya reformer, detta skedde först efter påtryckningar från Kreml. 1965 godkände kommunistpartiet, trots Novotnýs invändningar, genomförandet av en serie ekonomiska reformer kallad den nya ekonomiska modellen som bland annat innebar att det tidigare systemet med femårsplaner till stor del övergavs. De ekonomiska reformerna stimulerade ekonomin till viss del och viss decentralisering infördes också. Novotný motsatte sig de flesta av de nya reformerna men han hade vid det här laget förlorat så gott som allt inflytande och i takt med att reformerna gav resultat fick reformivrarna inom partiet ett allt större övertag. Under hösten 1967 utmanades Novotný om posten som generalsekreterare av den reformvänlige Alexander Dubček. Som svar på detta försökte  Novotný få Dubček avsatt från politbyrån genom att anklaga honom för att ha borgerliga idéer och för att ha övergivit klasskampen och revolutionen, men detta fick istället rakt motsatt effekt och stora demonstrationer till stöd för Dubček spred sig över landet. Särskilt starkt stöd hade Dubček bland studenter och unga. Novotný vädjade då till Sovjetunionens nye ledare Leonid Brezjnev om dennes stöd i frågan, men han lät bara meddela att det tjeckoslovakiska kommunistpartiet fick lösa sina interna problem själva utan Moskvas hjälp. Allt fler inom partiet började inse att fler reformer var nödvändiga och valde då att satsa på den populäre Dubček. Den 5 januari 1968 röstades Novotný bort från posten som generalsekreterare och Dubček valdes samtidigt som hans efterträdare. Den 22 mars samma år tvingades Novotný även avgå från presidentposten. Ny president blev Ludvík Svoboda, som Dubček personligen hade föreslagit till posten.

### Pragvåren och Warszawapaktens invasion 1968
Med Alexander Dubček som ny generalsekreterare infördes en rad liberaliseringar och reformer av det tjeckoslovakiska samhället: Censuren avskaffades, alla media fick tillstånd att rapportera fritt, åsiktsfrihet infördes, valsystemet ändrades så att det skulle bli mer demokratiskt och en plan ritades upp för att införa en mer federal typ av styre där landets olika provinser skulle få betydligt större inflytande över sina interna angelägenheter. Under våren 1968, som gått till historien som Pragvåren, blommade dock framför allt landets kulturliv ut. Dubček kallade sina reformer för Socialism med ett mänskligt ansikte och han blev mycket populär. Flera av de övriga ledarna i Warszawapakten såg dock på utvecklingen i Tjeckoslovakien med oro, särskilt högljudda i sin kritik av Dubčeks reformer var Östtysklands ledare Walter Ulbricht och Polens Władysław Gomułka, som såg liberaliseringen i Tjeckoslovakien som ett hot mot sina egna styren. Det började även att växa fram en splittring inom det tjeckoslovakiska kommunistpartiet, där flera började tycka att reformerna gick för långt och som ville se ett sovjetiskt ingripande. Även i Kreml höjdes röster inom det sovjetiska kommunistpartiet att ingripa och stoppa Dubčeks liberaliseringar. Allteftersom våren och sommaren 1968 fortskred pressades Dubček allt mer både från det egna partiet och från de andra staterna i östblocket att slopa eller åtminstone begränsa sina reformer men trots detta fortsatte han ihärdigt att försvara sin politik och försäkrade gång på gång sin lojalitet mot Warszawapakten, Comecon och den eviga klasskampen samt till kommunismen i stort. 
Brezjnev tvekade länge inför ett militärt ingripande i Tjeckoslovakien, men i takt med att han fick rapporter om att reformrörelsen i landet hade infiltrerats av bland andra amerikanska CIA och västtyka BND och att allt fler började kräva en övergång till demokrati och att Tjeckoslovakien skulle lämna Warszawapakten som ett resultat av detta samt att kommunistpartiet helt höll på att tappa kontrollen över situationen ansåg han sig till slut inte hade något annat val än att stoppa Dubčeks liberaliseringar med vapenmakt. Brezjnev hade i själva verket blivit felaktigt informerad av antireformister inom det tjeckoslovakiska kommunistpartiet och av den sovjetiska säkerhetstjänsten KGB om hur omfattande reformrörelsen i landet var vid tidpunkten och vad den egentligen eftersträvade. Även om det var sant att krav hade framförts från olika håll på kommunistpartiets avgång och på ett utträde ur Warszawapakten så förekom detta i mycket begränsad utsträckning. Det fanns heller inga riktiga bevis för att västerländska underrättelsetjänster skulle ha varit inblandade på något sätt.
Den 20 augusti greps Dubček samt ett antal av hans närmsta medarbetare av KGB-agenter och fördes till Moskva. Officiellt hette det att Dubček åkte på "statsbesök" till Sovjetunionen. På kvällen och natten mellan den 20 och 21 augusti 1968 gick trupper från Warszawapaktens medlemsländer (med undantag för Rumänien och Albanien som vägrade delta) in i Tjeckoslovakien för att återta kontrollen. Trupperna hade väntat sig ett folkligt motstånd av samma typ som under upproret i Östtyskland 1953 eller Ungernrevolten 1956 men möttes istället av passivt och fredligt motstånd från civilbefolkningen i form av civil olydnad, argumentationer och fredsbudskap. Den 21 augusti hade Warszawapaktens trupper tagit kontrollen över landet i stort sett helt utan väpnat motstånd, Dubček hade valt att inte mobilisera armén mot en eventuell invasion. 
Inledningsvis fanns det planer på att omedelbart avsätta Dubček, men hans stora popularitet fick Brezjnev att frukta att oroligheter i så fall skulle bryta ut. Istället beslutade han att Dubček skulle återinsättas vid makten och att ett visst, men mycket begränsat, reformprogram skulle få fortsätta implementeras. Kontrollen över media återtogs dock och bland annat pressfriheten förbjöds. Dubček återinsattes men hade i praktiken förlorat allt politiskt inflytande. Pragvåren var därmed över.

### Normaliseringseran 1969-75
Dubček slussades successivt bort från makten under det dryga år som följde efter Warszawapaktens invasion, Ludvík Svoboda tilläts dock sitta kvar som president tillsvidare. Ett relativt lugn präglade månaderna som följde men läget i landet var spänt och motstånd förekom i olika former. Den 16 januari 1969 satte studenten Jan Palach eld på sig själv mitt på Vaclavplatsen i centrala Prag i protest mot den sovjetiska invasionen, han avled ett par dagar senare på sjukhus. Jan Palachs begravning utvecklades till en fullskalig antisovjetisk demonstration och under månaderna som följde förekom flera liknande självmord på flera håll i landet. Oroligheter utbröt återigen när 
Tjeckoslovakien besegrade Sovjetunionen i en match under Ishockey-VM 1969 då nya omfattande demonstrationer utbröt på flera håll i landet, nu med tydliga antisovjetiska budskap och i flera städer blev det upplopp. Demonstrationerna gjorde att Sovjetunionen satte press på det tjeckoslovakiska kommunistpartiet att byta ut Dubček och i april tvingades han slutligen avgå som generalsekreterare. Hans ersättare blev Gustáv Husák, som var en av dem som fängslats under utrensningarna i slutet av 1940- och början av 1950-talet men som gjort ett anmärkningsvärt återtåg inom partiet. Husák lanserade en ny form av politik, kallad Normalisering som i praktiken gick ut på att landet skulle tvingas tillbaka till den gamla ordningen som rått före pragvåren. De flesta av Dubčeks reformer som inte dragits in under Warszawapaktens ingripande ställdes nu in helt. Nästan alla reformförespråkarna inom kommunistpartiet på alla nivåer avsattes eller fängslades i en ny serie utrensningar och nästan två tredjedelar av partimedlemmarna fråntogs sina partimedlemskap. Sovjetunionen behöll trupper i landet för att säkerställa ordningen och sovjetiska "rådgivare" övervakade att centralkommittén och politbyrån skötte dessa åtaganden. På partikongressen 1971 förklarade Husák normaliseringen för avslutad. Husáks prioritet blev nu att bygga upp partiet efter utrensningarna som ägt rum 1969-71 och upprätthålla den ordning som uppnåtts under normaliseringsprocessen genom partiets försorg. Med starkt medhåll från Moskva stärkte Husák och hans innersta krets sitt grepp om makten. 1975 tog Husák även över presidentposten från Ludvík Svoboda vilket innebar att han nu hade full kontroll över både regeringen och partiet. De kommande 15 blev regimens prioritet att upprätthålla status quo i landet, inga större förändringar i ledningen skedde. Husáks regim krävde kontroll över alla aspekter av samhällslivet i landet och en omfattande polisstat växte fram. Sovjetunionen kopplade också ett starkt grepp om landets inrikespolitik, ett inflytande som skulle hålla i sig till Gorbatjovs makttillträde 1985. Som resultat av detta blev Tjeckoslovakien under åren som följde den staten i Warszawapakten som kontrollerades hårdast av Moskva.

### Stagnation och social nedgång (1975-1989)
Under 1970-talets första år förbättrades ekonomin något och levnadsstandarden förbättrades, men oljekrisen 1973 slog hårt mot landet och under åren som följde hamnade Tjeckoslovakien i en kronisk ekonomisk stagnation i likhet med resten av östblocket. Korruption och ineffektivitet kom att prägla alla aspekter av samhället i allt högre grad under början av 1980-talet. Många i landet upplevde att samhället i sig hade stagnerat och kände en enorm frustration över situationen, med anledning av detta växte en stark dissidentrörelse fram under 70- och 80-talet som i stor utsträckning leddes av intellektuella, en grupp som drabbats hårt av den ökade censur som drabbat universiteten under normaliseringsprocessen. Den ledande dissidentgruppen var den s.k. Charta 77 som leddes av Václav Havel.

### Sammetsrevolutionen och kommunismens fall
Dissidentrörelsen i landet växte successivt under andra halvan av 70- och 80-talet. Regimen svarade med allt brutalare metoder för att försöka tysta sina kritiker men den repressiva hållningen gjorde att ännu fler tröttnade på det stagnerade kommunistiska styret. 
När Michail Gorbatjov tillträdde som Sovjetunionens ledare 1985 tillkännagav han sina politiska reformprogram Glasnost och Perestrojka. I Tjeckoslovakien stödde kommunistpartiet officiellt Gorbatjovs reformer men det innebar ingen större skillnad i praktiken, det repressiva styret fortsatte men fler och fler började nu öppet att ifrågasätta regimen. 1987 besökte Gorbatjov Prag där han som ett led i sina reformer förnekade att kommunistpartiet hade monopol på både sanningen och makten. Under samma år avslöjades också en serie allvarliga miljöproblem i landet som regimen försökt mörka. I december avgick Husák som generalsekreterare i kommunistpartiet och efterträddes av den mer reformvänlige Milouš Jakeš i ett försök att inleda en reformering av partiets politik, Husák satt dock fortfarande kvar som president. Under 1988 och 1989 förekom ett stort antal massdemonstrationer på flera håll i landet men de slogs brutalt ner varje gång av polis. Samtidigt förlorade kommunistpartierna i flera av grannländerna mer och mer av sin makt. 
Under hösten 1989 var stämningen tryckt i landet, kommunistpartiet försökte lugna folket genom löften om reformer men vägrade ge efter för kraven på fria val och kommunistpartiets avgång. Från mitten av november inleddes en serie händelser som skulle bli kända som Sammetsrevolutionen och som skulle resultera i kommunistpartiets fall från makten. Den 19 november enade sig ett stort antal av landets dissidentgrupper i organisationen Medborgarforum som nu började ställa gemensamma krav på regimen. Den 20-21 november utbröt de dittills största demonstrationerna i Prag med uppemot 150 000- 200 000 deltagare. Liknande massdemonstrationer bröt ut på flera håll i landet. Den 24 november avgick hela kommunistpartiets ledning och den 7 december inledde regeringen förhandlingar med representanter för Medborgarforum, förhandlingarna resulterade så småningom i bildandet av en ny regering där hälften av ministerposterna gick till icke-kommunister, bland annat flera välkända dissidenter. Den 10 december avgick Husák som president och flera kandidater var tänkbara efterträdare, den mest framträdande var den välkände dissidentledaren Václav Havel som varit en av Medborgarforums representanter under förhandlingarna med kommunistpartiet, Havel tillkännagav sin kandidatur den 16 december och fick omgående starkt folkligt stöd. Som talman ny talman i nationalförsamlingen nominerade medborgarforum Alexander Dubček, som den 22 november framträtt offentligt för första gången på över 20 år och gett sitt stöd till Medborgarforum. Dubček valdes till talman den 28 december och Havel valdes till ny president dagen därpå. Därmed fick Tjeckoslovakien nu sin första regering sedan 1948 som inte kontrollerades av kommunistpartiet. 
I den nya regeringen tappade kommunisterna snart allt inflytande och en serie reformer genomfördes i syfte att få Tjeckoslovakien att återgå till demokrati och flerpartisystem. Den 23 april 1990 antogs en ny konstitution enligt vilken kommunistpartiets maktmonopol formellt avskaffades och demokrati infördes. Samma dag bytte landet officiellt namn till Federativa republiken Tjeckoslovakien, varpå Socialistiska republiken Tjeckoslovakien upphörde.